# Sandra Ittlinger
Sandra Ittlinger (Múnich, 24 de junio de 1994) es una jugadora de voleibol y voleibol de playa alemana.

## Carrera de voleibol de interior
A la edad de diez años, comenzó a jugar voleibol en SC Gröbenzell. Se mudó a SV Lohhof después de solo una temporada. Allí alcanzó el tercer lugar en el Campeonato Alemán en Lohhof en 2008 con la D juvenil. Sus mayores éxitos en la juventud llegaron en la temporada 2008/09, cuando se proclamó campeona de Alemania tanto en voleibol de salón en Dieburg, Hesse, como en voleibol de playa, junto a su pareja Yanina Weiland, cuando ganó la copa federal Sub-17 en Damp. En abril de 2010, jugó por primera vez en la selección juvenil sub-17 y ganó el Torneo de las Seis Naciones de Bruselas. A principios de la temporada 2009/10, la estudiante de secundaria se pasó al equipo femenino de TV Planegg-Krailling. En su juventud, se mantuvo fiel al SV Lohhof, con el que fue subcampeona de la Sub-18. Además, la atacante exterior recibió el segundo juego correcto para el Allgäu Team Sonthofen en la división de adultos. En una de sus primeras apariciones en la Bundesliga, Sandra Ittlinger jugó un papel crucial en la primera victoria de la temporada del equipo de Allgäu en la temporada 2009/10 de la Bundesliga en el partido fuera de casa contra Alemannia Aachen con una serie de servicios en el quinto set. El estudiante era el jugador más joven de la liga de voleibol. En 2011 se mudó a Roten Raben Vilsbiburg y en 2012 a VC Olympia Berlin.

## Carrera de voleibol de playa

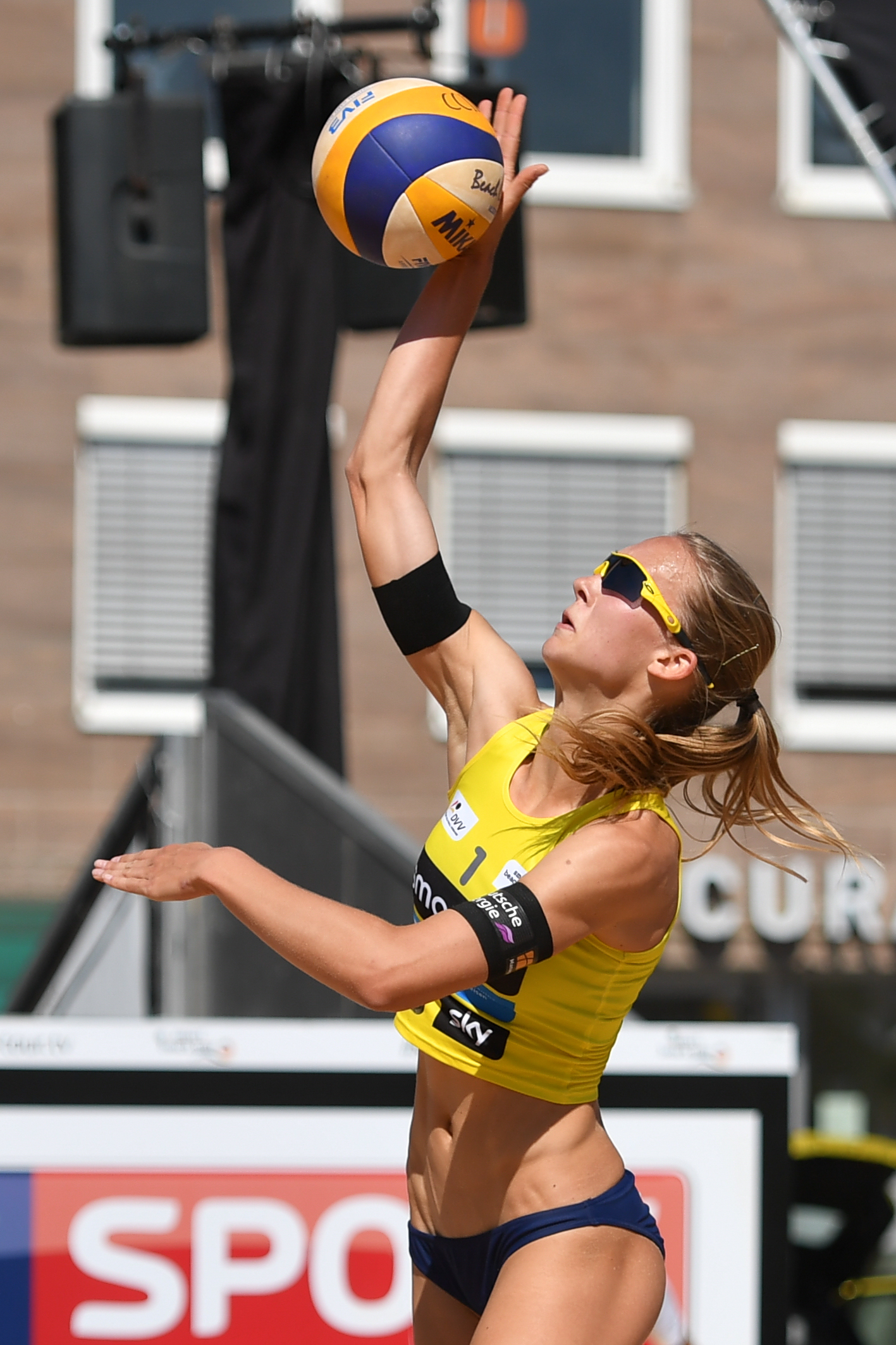
Ittlinger durante el Smart Beach Tour de 2017.

Ittlinger juega voleibol de playa desde 2009. Con Yanina Weiland logró numerosos primeros lugares en campeonatos juveniles y juveniles nacionales e internacionales. Ittlinger/Weiland también han comenzado en el Smart Beach Tour nacional desde 2011 y han participado regularmente en el Campeonato Alemán en Timmendorfer Strand desde 2014. En 2016 también jugaron internacionalmente en el Circuito Mundial de la FIVB, ganando el torneo CEV Satélite en Messina. Ittlinger también ganó el torneo satélite CEV en Barcelona en el mismo año con Cinja Tillmann. En 2017 tocó a nivel nacional e internacional con Teresa Mersmann. Desde octubre de 2017 hasta enero de 2019, Ittlinger formó un nuevo equipo con Kim Behrens, dirigido por Kay Matysik. En el Circuito Mundial FIVB 2017/18, los dos tuvieron numerosas ubicaciones entre los diez primeros. En el Campeonato Europeo en los Países Bajos, Behrens/Ittlinger terminó noveno. En Timmendorfer Strand se proclamó subcampeón de Alemania tras una derrota final ante el equipo de Victoria Bieneck e Isabel Schneider. A fines de enero de 2019 se anunció que Ittlinger comenzaría con Chantal Laboureur como nueva compañera en la clasificación olímpica. Después de ubicaciones mixtas en el World Tour, Ittlinger/Laboureur terminó quinto en el Campeonato de Europa en Moscú. En el Campeonato Mundial de Hamburgo, llegaron a la primera ronda eliminatoria como segundos del grupo, en el que fueron eliminados frente a la dupla estadounidense Sponcil/Claes. En 2020, el dúo ganó el campeonato alemán. Después de un noveno lugar en el Campeonato Europeo en Jūrmala, las dos se separaron.
En 2021, Ittlinger volvió a jugar junto a Kim Behrens. En el Circuito Mundial de la FIVB, las dos tuvieron resultados mixtos. En el German Beach Tour 2021 alcanzaron los lugares cuatro, dos y uno. En agosto quedaron en noveno lugar tanto en el Campeonato Europeo en Viena como en el torneo nacional «King of the Court» en Hamburgo. A principios de septiembre, Behrens/Ittlinger ocuparon el tercer lugar en el campeonato alemán.
En 2022, Schneider fue pareja de Ittlinger. Ittlinger/Schneider ganó el torneo «King of the Court» en Doha en enero. En el World Beach Pro Tour 2022, ocuparon el quinto lugar en los torneos Challenge en Itapema, el noveno en Doha y el cuarto en Kuşadası, así como el 17 en el torneo Elite16 en Ostrava. En el German Beach Tour, ganaron el segundo torneo en Düsseldorf y terminaron terceros en Hamburgo. En el Campeonato Mundial de Roma, llegaron a la ronda principal como subcampeonas de grupo, en la que fueron eliminadas frente a las australianas Mariafe Artacho y Taliqua Clancy. En el World Beach Pro Tour, Ittlinger/Schneider terminaron quintos en los torneos Challenge en Espinho y Agadir, 17 en los torneos Elite16 en Gstaad y quintos en Hamburgo. En el Campeonato Europeo de Múnich, llegaron a los octavos de final como campeones de grupo, en los que perdieron contra los italianos Menegatti/Gotardi. A principios de septiembre, Ittlinger/Schneider se proclamaron subcampeones alemanes en Timmendorfer Strand. Ittlinger luego alcanzó el noveno lugar con su nueva compañera Karla Borger en el torneo Elite16 en París.